# Alcool-déshydrogénase
Pour les articles homonymes, voir ADH.
L'alcool-déshydrogénase (ADH) est une oxydoréductase qui catalyse les réactions intervenant notamment dans le métabolisme de l'éthanol (en) :
alcool primaire + NAD+ {\displaystyle \rightleftharpoons } aldéhyde + NADH + H+ ;
alcool secondaire + NAD+ {\displaystyle \rightleftharpoons } cétone + NADH + H+.
Il s'agit d'une famille d'enzymes qui permettent l'interconversion de certains alcools, et notamment l'éthanol, en aldéhydes et cétones, couplée la réduction du NAD+ en NADH. Chez l'humain et de nombreux animaux, l'alcool-déshydrogénase est hépatique et participe à la détoxication de l'organisme par l'élimination des alcools toxiques. Chez les levures, les plantes et de nombreuses bactéries, les alcools-déshydrogénases fonctionnent en sens inverse et produisent de l'alcool en générant du NAD+. C'est le processus de fermentation alcoolique, à la base de la biosynthèse de l'éthanol, utilisé dans la production du vin, de la bière, du cidre, ainsi que des biocarburants.
Dans cette famille polygénique, on peut identifier chez l'humain 7 gènes (ADH1 à ADH7 (en), dont ADH4) qui codent pour différentes sous-unités enzymatiques.

## Histoire évolutive
Parmi les gènes codant les enzymes alcool-déshydrogénases, d'importantes variations génétiques et des processus de pseudogénisation sont observés chez les mammifères.
La capacité de l'humain à métaboliser des produits fermentés produisant de l'alcool, a été acquise chez des primates avec lesquels il a des origines communes, grâce à une mutation apparue il y a 10 millions d’années dans le gène ADH7 de cette enzyme, lui permettant de métaboliser l'éthanol quarante fois plus vite. Cette période correspond à un refroidissement et un assèchement planétaire survenus au milieu du Miocène qui voit certains Hominiens s'adapter à leur nouvel environnement (forêts clairsemées, savanes arborées, forêts galeries). Bien qu'ils ne soient pas libérés d’un milieu arboré, ils adoptent une bipédie terrestre (en) plus effective, leur autorisant l'accès à de nouvelles sources alimentaires (consommation de fruits gâtés qu’ils trouvent par terre, et qui contiennent « des concentrations plus élevées de levure fermentée et d’éthanol que les fruits accrochés aux arbres »). Sous l'effet de la sélection naturelle, ils auraient développé la capacité à détoxifier l'éthanol plus rapidement, afin de limiter ses effets psychotropes tout en en tirant plus d’énergie (1 g d’éthanol contient près de deux fois plus de calories que 1 g de glucides),.
Cette mutation apparue très tôt dans l'histoire évolutive de la lignée humaine serait un argument en faveur de l'hypothèse des singes ivres.

## Mutations
Il existe plusieurs variants de cette enzyme. Chez les asiatiques, à l'exception des indiens, l'allèle ADH1B*2 a une fréquence élevée. Il code un variant de l'alcool déshydrogénase qui est plus actif que celui codé par l'allèle majoritairement trouvé dans la population mondiale. Cette enzyme métabolise donc plus rapidement l'alcool en acétaldéhyde. Ensuite, l'acétaldéhyde-déshydrogénase prend en charge la réaction suivante pour métaboliser l'acétaldéhyde en acétyl-coenzyme A. Dans les populations chinoises, taïwanaises, japonaises et coréennes, un variant de l'allèle pour cette enzyme, l'ALDH2*2 est largement présent. Cette enzyme a une activité plus faible que l'allèle le plus fréquent dans la population mondiale, notamment en Europe, ce qui induit une accumulation de l'acétaldéhyde, qui constitue un produit intermédiaire toxique. Les individus porteurs de ces deux allèles sont donc intolérants à l'alcool.
Certaines études menées montrent que ces populations ont une plus faible fréquence de dépendance à l'alcool.

## Métabolisme de l'éthanol chez l'humain

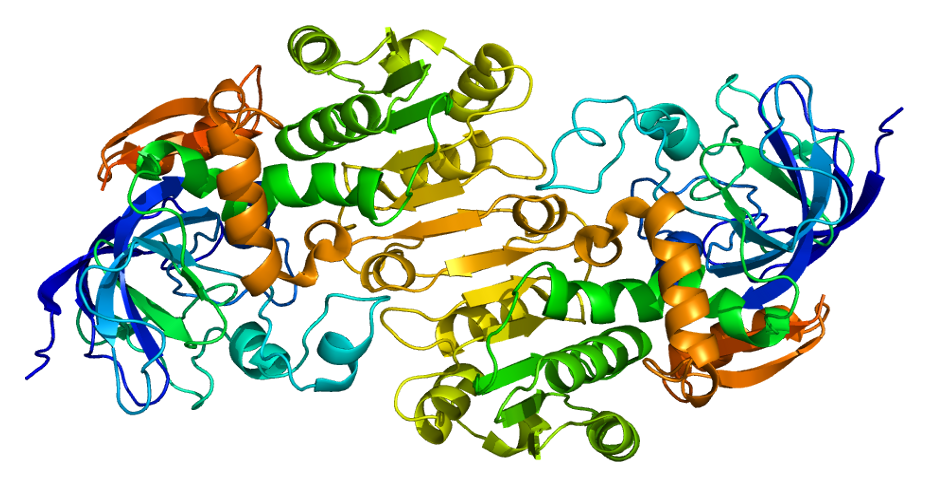
Structure cristalline d'une alcool déshydrogénase humaine.

L'éthanol est rapidement absorbé par diffusion passive, essentiellement par le tube digestif. 2 % (en conditions normales) à 10 % de la quantité absorbée est excrétée directement par le rein, les poumons et la sueur (en moyenne 0,15 g/L/h). La plus grande partie (90 à 98 %) est oxydée principalement dans les hépatocytes du foie, où les trois principales voies métaboliques impliquées dans la détoxication oxydative de l'éthanol sont : la voie de l'alcool-déshydrogénase dans le cytosol, prépondérante ; le système microsomal d'oxydation de l'éthanol (en) situé dans le réticulum endoplasmique, inductible en particulier lors de l'intoxication alcoolique chronique (oxydation de l'éthanol 10 à 20 % plus rapide que la voie de l'alcool-déshydrogénase) ; la catalase située dans les peroxysomes, voie accessoire. Chacun de ces trois systèmes de détoxification conduit à l'acétaldéhyde, un métabolite hautement toxique qui est ensuite oxydé en acétate par l'aldéhyde-déshydrogénase. L'acétate quitte, en grande partie, le foie pour être transformé en acétyl-CoA ou être oxydé en dioxyde de carbone et en eau dans d'autres tissus.
Le méthanol est un poison parce qu'il est oxydé par l'ADH en méthanal, lui-même très toxique. L'efficacité de l'enzyme est plus grande vis-à-vis de l'éthanol que du méthanol, et l'éthanol est donc un antidote en cas d'ingestion de méthanol.